# Anna Schäffer
Santa Anna Schäffer (Mindelstetten, 18 de fevereiro de 1882 – Mindelstetten, 5 de outubro de 1925) foi uma mística católica da Alemanha, que viveu na região de Mindelstetten.
Nascida numa família muito pobre, o seu pai era carpinteiro e morreu aos 40 anos, deixando a família na penúria. Aos 14 anos de idade, Anna entra como criada em Ratisbona em casa de uma farmacêutica, depois em Landshut trabalha para um jurista. O seu desejo era ser religiosa missionária.
Em 4 de fevereiro de 1901, enquanto fazia trabalho doméstico em Stammham, Anna Schäffer escorregou e caiu quando arranjava um cano e queimou as pernas em água a ferver e lixívia. Levada para o hospital, foi nos anos seguintes sujeita a mais de 30 dolorosas intervenções cirúrgicas. Ficou imobilizada, sendo tratada pela mãe até ao final dos seus dias.
Anna Schäffer nunca perdeu o otimismo e tornou-se mais devota à fé católica apesar de um constante sofrimento. Muitas vezes não dormia, mas continuava a expressar a sua adoração por Cristo, especialmente pelo Sagrado Coração de Jesus. 
A partir de 1910 desenvolveu estigmas que tentava esconder e teve visões ocasionais que a deixavam em êxtase. Prometia rezar por todos os que lhe escreviam.
Em 1925 contraiu cancro do cólon, e a sua paralisia expandiu-se para a espinha, tornando-se difícil escrever e falar. Na manhã de 5 de outubro desse ano recebeu a Eucaristia, e de repente exclamou "Jesus, amo-Te!" tendo morrido minutos depois.
Considerava o seu sofrimento, a sua escrita, e a sua capacidade de costurar roupas para os amigos as três chaves pelas quais entraria no Paraíso.
Foi beatificada em 17 de março de 1999 pelo Papa João Paulo II e canonizada pelo Papa Bento XVI em 21 de outubro de 2012. A sua festa litúrgica é em 5 de outubro.